# Agathosma gnidiflora
Agathosma gnidiflora är en vinruteväxtart som beskrevs av Dümmer. Agathosma gnidiflora ingår i släktet Agathosma och familjen vinruteväxter. Inga underarter finns listade i Catalogue of Life.